# Fields of Honor (film fra 1918)
Fields of Honor er en amerikansk stumfilm fra 1918 af Ralph Ince.

## Medvirkende
- Mae Marsh
- Vernon Steele
- Marguerite Marsh
- George Cooper
- John Wessel